# Franz von Roggenbach
Franz Freiherr von Roggenbach est né le 23 février 1825 à Mannheim, en grand-duché de Bade, et est décédé le 25 mai 1907 à Fribourg-en-Brisgau. C’est un homme politique badois.

## Biographie
Fils du général Heinrich Adam von Roggenbech, il fait des études de droit à l'Université de Heidelberg et entre ensuite au service du Grand-duché de Bade en 1848. D’abord membre du ministère des Affaires étrangères, il entre à la légation badoise à Berlin dès 1849.
En 1861, Roggenbech devient Ministre des Affaires étrangères du Grand-duché de Bade et met en place, avec Julius Jolly (de), la solution petite-allemande. De 1863 à 1864, il est brièvement ministre du Commerce de Bade. En 1865, Roggenbech recule face à la Prusse lors de la crise de Schleswig-Holstein, qui permet à Berlin et à Vienne d’étendre leur territoire face au Danemark. À la suite de cet évènement, il démissionne de toutes ses fonctions ministérielles de Bade.
De 1871 à 1874, Roggenbech entre au Reichstag de l'Empire allemand. Après l’annexion de l'Alsace-Lorraine, il œuvre à la refondation de l'université de Strasbourg.